# Giuseppe Martucci
Giuseppe Martucci (Capua, 6 de janeiro de 1856 - Nápoles, 1 de junho de 1909) foi um compositor, pianista e maestro italiano.

## Biografia
Filho do trompetista Gaetano Martucci e de Orsola Martucciello, ele era uma criança prodígio: aos oito anos tocou concertos de piano solo. Ele logo se tornou um pianista internacionalmente apreciado, estudante de Benjamin Cesi e Paolo Serrao no Conservatório de Nápoles, sendo elogiado por Anton Rubinstein e Franz Liszt. Não menos significativa foi a sua atividade como maestro.
Sua fama também está ligada ao seu compromisso com a renovação da cultura musical italiana. Contribuiu significativamente para a difusão na Itália das obras de Ludwig van Beethoven, Robert Schumann, Johannes Brahms, Liszt, Richard Wagner, César Franck, Vincent d'Indy, Édouard Lalo e muitos outros músicos europeus .
Em 1880 foi nomeado professor no Conservatório de Nápoles e desde 1886 foi diretor do Conservatório de Bolonha, onde teve como aluno favorito o pianista Guido Alberto Fano, para então receber novamente a mesma posição em Nápoles em 1902. Entre os seus alunos, Ottorino Respighi é particularmente lembrado.
Martucci foi um dos poucos autores italianos de sua época a não compor peças: essa atitude foi uma reação evidente ao mundo musical italiano da época, ainda voltado quase exclusivamente para o melodrama. No entanto, Martucci foi um dos arquitetos da primeira execução na Itália do Tristão e Isolda por Richard Wagner, realizada em Bolonha em 1888.
Alguns de seus objetos e documentos estão agora preservados no Museu Provincial Campano, na sua cidade natal.

## Composições principais

### Orquestra
- Concerto para piano e orquestra No. 1 em ré menor , Op. 40 ( 1878 )
- Minuto , Op. 57 # 2 ( 1880 )
- Momento Musical , Op. 57 # 3 ( 1883 )
- Concerto para piano e orquestra No. 2 em Si bemol menor , Op. 66 ( 1885 )
- Canzonetta para orquestra de câmara, Op. 65 No. 2 ( 1891 )
- Gavotta para orquestra pequena, Op. 55 No. 2 ( 1892 ca)
- Giga para orquestra pequena, Op. 61 No. 3 ( 1892 ca)
- Sinfonia nº 1 em ré menor , Op. 75 ( 1895 )
- Noturno para pequena orquestra, Op. 76 No. 1 (1896)
- Sinfonia nº 2 em Fá Maior , Op. 81 ( 1904 )
- Novelletta , Op.82 n º 2 (1905; orch. 1907)

### Vocal
- Samuel , oratório para solistas, coro e orquestra ( 1881 , rev. 1905 )
- A canção das memórias , para voz e orquestra (1886-1887)
- Page sparse , para voz e piano Op. 68 ( 1888 )
- Três peças para voz e piano Op. 84 ( 1906 )

### Piano
- 3 Polkas e uma Mazurca (1867)
- Fantasia sobre o trabalho The Force of Destiny , Op. 1 (1871)
- Polca Impolcas e umaazurcaprovisada (1872)
- Capriccio No. 1, Op. 2 (1872)
- Capriccio No. 2, Op. 3 (1872)
- Concerto de Mazurka, op. 4 (1872)
- Andante e polca , Op. 5 (1873)
- Tarantella , Op. 6 (1873)
- Agitato , Op. 7 (1873)
- Pensamentos sobre o trabalho Uma dança de máscaras para um duo de pianos, Op. 8, (1873)
- Estúdio de concertos , op. 9 (1873)
- Pensamento musical , op. 10 (1873)
- Tempo de mazurca , op. 11 (1873)
- Capriccio No. 3 , op. 12 (1874)
- Allegro apaixonado , op. 13 (1874)
- Fuga , op. 14 (1874)
- Capriccio nº 4, op. 15 (1874)
- Melody No. 1, op. 16 (1874)
- Improvise , op. 17 (1874)
- Vazamento em duas partes , op. 18 (1874)
- Polonaise No. 1, op. 19 (1874)
- Barcarola nº 1, op. 20 (1874)
- Melodia No. 2, op. 21 (1874)
- Piada , op. 23 (1875)
- Capriccio de concierto , op. 24 (1875)
- Notturno: Souvenir de Milan, op. 25 (1875)
- Capriccio na forma de um estudo , op. 26 (1875)
- Três romances , op. 27 (1875)
- Fughetta e fuga , op. 28 (1875)
- A caça , op. 29 (1876)
- Barcarola nº 2, op. 30 (1876)
- 4 peças , op. 31 (1876)
- Fantasia em menores , op. 32 (1876)
- 3 peças , op. 33 (1876)
- Sonata para piano em Fá Maior , op. 34 (1876)
- Mazurca , op. 35 (1876)
- História em memória de Bellini , Op. 37 (1877)
- 12 prelúdios fáceis (1877)
- 6 peças , op. 38 (1878)
- Souvenir de Paris , op. 39 (1878)
- Sonata Fácil , op. 41 (1878)
- 3 noturnos , op. 42 (1880)
- 7 peças , op. 43 (1878-82)
- 6 peças , op. 44 (1879-80)
- 3 valsas , op. 46 (1879)
- Estudo , op. 47 (1879)
- Polonaise No. 2 , Op. 48 (1879)
- 3 romances , op. 49 (1880-82)
- Novella , op. 50 (1880)
- Fantasia em Sol menor , op. 51 (1880)
- 3 scherzi , op. 53 (1881)
- Estudo característico , op. 54 (1880)
- 2 peças , op. 55 (1880-8)
- Improviso-fantasia , op. 56 (1880)
- 2 peças , op. 57 (1886)
- Tema com variações , op. 58 (1882) / versão para dois pianos (1900/05)
- Folhas dispersas: álbum de 6 peças , op. 60 (1883)
- 3 peças , op. 61 (1883)
- Perpetual Moto , op. 63 (1884)
- 3 peças , op. 64 (1884)
- 3 peças , op. 65 (1884)
- Romanza em mim maior (1889)
- 2 noturnos , op. 70 (1891)
- 2 peças , op. 73 (1893)
- Trèfles à 4 feuilles , op. 74 (1895)
- 3 peças , op. 76 (1896)
- 2 peças , op. 77 (1896)
- 3 pequenos pedaços , op. 78 (1900)
- 3 pequenos pedaços , op. 79 (1901)
- 2 capricci , op. 80 (1902)
- Melodia nº 3 (1902)
- 3 peças , op. 82 (1905)
- 3 peças , op. 83 (1905)

### Música de câmara
- Sonata para violino e piano op. 22
- Quinteto para cordas e piano em C maior op. 45 ( 1878 )
- Trio n. 1 para violino , violoncelo e piano em C maior op. 59 ( 1883 )
- Sonata para violoncelo e piano op. 52 ( 1884 )
- Dois romances para violoncelo e piano op. 72
- Trio nº 2 para violino , violoncelo e piano em E flat major op. 62 ( 1888 )

### Reconhecimento
Giuseppe Martucci é o nome do Conservatório Estadual de Música de Salerno.